# Прыжки с трамплина на зимних Олимпийских играх 2014
Соревнования по прыжкам с трамплина на зимних Олимпийских играх 2014 прошли с 8 по 17 февраля в Комплексе для прыжков с трамплина «Русские горки», расположенном возле Красной Поляны. Было разыграно четыре комплекта наград, что на один больше, чем на предыдущих Олимпийских играх — 6 апреля 2011 года исполком Международного олимпийского комитета (МОК) принял решение о включении в программу зимних Олимпийских игр прыжков с трамплина К-95 (женщины).

## Медали

### Общий зачёт
(Жирным выделено самое большое количество медалей в своей категории)
| Общее количество медалей |          |        |         |        |       |
| Место                    | Страна   | Золото | Серебро | Бронза | Всего |
| 1                        | Польша   | 2      | —       | —      | 2     |
| 1                        | Германия | 2      | —       | —      | 2     |
| 3                        | Австрия  | —      | 2       | —      | 2     |
| 4                        | Словения | —      | 1       | 1      | 2     |
| 4                        | Япония   | —      | 1       | 1      | 2     |
| 6                        | Норвегия | —      | —       | 1      | 1     |
| 6                        | Франция  | —      | —       | 1      | 1     |
| Всего                    | Всего    | 4      | 4       | 4      | 12    |

## Медалисты

### Мужчины
| Дисциплина                                | Золото                                                                      | Серебро                                                                          | Бронза                                                            |
| Трамплин К-95 см. подробнее               | Камиль Стох Польша                                                          | Петер Превц Словения                                                             | Андерс Бардаль Норвегия                                           |
| Трамплин К-125 см. подробнее              | Камиль Стох Польша                                                          | Нориаки Касай Япония                                                             | Петер Превц Словения                                              |
| Трамплин К-125 среди команд см. подробнее | ГерманияАндреас Ванк · Маринус Краус · Андреас Веллингер · Зеверин Фройнд · | АвстрияМихаэль Хайбёк · Томас Моргенштерн · Томас Дитхарт · Грегор Шлиренцауэр · | ЯпонияРэрухи Симидзу · Таку Такэути · Дайки Ито · Нориаки Касай · |

### Женщины
| Дисциплина                  | Золото               | Серебро                       | Бронза                |
| Трамплин К-95 см. подробнее | Карина Фогт Германия | Даниэла Ирашко-Штольц Австрия | Колин Маттель Франция |

## Расписание
Расписание всех 6 соревнований согласно официальному сайту:

Время МСК (UTC+4).
| День    | Дата                    | Старт | Финиш | Соревнование                                             |
| ------- | ----------------------- | ----- | ----- | -------------------------------------------------------- |
| День 2  | Суббота, 8 февраля      | 20:30 | 21:35 | Мужское личное первенство с трамплина К95, квалификация  |
| День 3  | Воскресенье, 9 февраля  | 21:30 | 23:15 | Мужское личное первенство с трамплина К95, финал         |
| День 5  | Вторник, 11 февраля     | 21:30 | 23:15 | Женское личное первенство с трамплина К95                |
| День 8  | Пятница, 14 февраля     | 21:30 | 22:35 | Мужское личное первенство с трамплина К125, квалификация |
| День 9  | Суббота, 15 февраля     | 21:30 | 23:15 | Мужское личное первенство с трамплина К125, финал        |
| День 11 | Понедельник, 17 февраля | 21:15 | 23:15 | Мужское командное первенство с трамплина К125            |

## Спортивный объект
| Русские горки              |
| -------------------------- |
| Вид на комплекс трамплинов |
| Вместимость: 7 500         |